# Хорхе Валдано
Хорхе Валдано (на испански: Jorge Alberto Francisco Valdano Castellanos) е бивш аржентински футболист, треньор, генерален мениджър на Реал Мадрид до 2011 г., участник в 2 световни шампионата, световен шампион през 1986 година в Мексико.
Роден е на 4 октомври 1955 г. в Лас Парехас, провинция Санта Фе, Аржентина.

## Кариера
Започва да играе на 16 години в отбора от Росарио Нюелс Олд Бойс, с който по-късно дебютира професионално. През 1975 той е купен от Депортиво Алавес, който играе в испанската Сегунда Дивисион, където играе до 1979. През същата година той се мести в Реал Сарагоса във Примера Дивисион, а през 1984 г. в Реал Мадрид, където играе с Куинта дел Буитре. Валдано помага на отбора да спечели Купата на УЕФА през 1985 и 1986 г., като отбелязва
веднъж през 1985 г. и два пъти през 1986 г. Разболява се от хепатит и слага край на кариерата си през 1988 г., след което работи като спортен коментатор и треньор на младежкия отбор на Реал Мадрид. През сезон 1991 – 1992, Валдано става треньор на Клуб Депортиво Тенерифе, помага на отбора да избегне изпадане в Сегунда Дивисион, а следващия сезон го класира за Купата на УЕФА. По-късно той се завръща в Реал Мадрид, този път като треньор и печели Примера Дивисион през сезон 1994/1995. Последно, той заел треньорския пост във Валенсия през сезон 1996/1997, преди да стане спортен директор на Реал Мадрид. Валдано напуска този пост през 2005 г. През 2009 г. той се завръща в Реал отново, този път като спортен директор и съветник. Уволнен е от поста си на 25 май 2011 г., след като отношенията му с треньорския щаб и особено със старши треньора Жозе Моуриньо се влошават.

## Национална кариера
Валдано е играл 23 пъти за Аржентина, отбелязал 7 гола, 4 от които на Световното първенство 1986, включително 1 на финала срещу Германия. Освен в триумфа на Аржентина през 1986 г. Валдано участва и на Световното първенство 1982, но пропуска по-голямата част от турнира, след като е контузен във втория мач срещу Унгария.

## Писател
Валдано е автор на книгата Sueños de fútbol („Мечтите на футбола“) и е редактор на книгата Cuentos de fútbol („Футболни истории“), написана от разни автори. Бившият капитан на Реал Мадрид Раул кръщава първия си син Хорхе в чест на Хорхе Валдано.

## Клубна статистика
| Сезон   | Отбор            | Първенство                   | Мачове | Голове |
| ------- | ---------------- | ---------------------------- | ------ | ------ |
| 1973/74 | Нюелс Олд Бойс   | Аржентинска Примера дивисион | 0      | 0      |
| 1974/75 | Нюелс Олд Бойс   | Аржентинска Примера дивисион | 0      | 0      |
| 1975/76 | Депортиво Алавес | Сегунда дивисион             | 24     | 3      |
| 1976/77 | Депортиво Алавес | Сегунда дивисион             | 30     | 8      |
| 1977/78 | Депортиво Алавес | Сегунда дивисион             | 26     | 4      |
| 1978/79 | Депортиво Алавес | Сегунда дивисион             | 25     | 5      |
| 1979/80 | Реал Сарагоса    | Примера Дивисион             | 34     | 9      |
| 1980/81 | Реал Сарагоса    | Примера Дивисион             | 17     | 3      |
| 1981/82 | Реал Сарагоса    | Примера Дивисион             | 29     | 9      |
| 1982/83 | Реал Сарагоса    | Примера Дивисион             | 34     | 17     |
| 1983/84 | Реал Сарагоса    | Примера Дивисион             | 29     | 8      |
| 1984/85 | Реал Мадрид      | Примера Дивисион             | 26     | 17     |
| 1985/86 | Реал Мадрид      | Примера Дивисион             | 32     | 16     |
| 1986/87 | Реал Мадрид      | Примера Дивисион             | 27     | 7      |

## Отличия

### Като играч
Нюелс Олд Бойс
- Аржентинска Примера Дивисион: 1974

 Реал Мадрид
- Примера Дивисион (2): 1985/86, 1986/87
- Копа де ла лига: 1985
- Купа на УЕФА (2): 1984/85, 1985/86

 Аржентина
- Световно първенство 1986

### Като треньор
Реал Мадрид
- Примера Дивисион: 1994/95